# Anicius Olybrius (consul)
Anicius Olybrius (Junior) (fl. 491-524/527) était un homme politique de l'Empire romain.

## Biographie
Fils de Flavius Areobindus Dagalaiphus Areobindus et de sa femme Anicia Juliana, fille d'Olybrius et de Galla Placidia la Jeune.
Il était consul en 491, encore jeune enfant semble-t-il (il serait né vers 481), et c'est pourquoi on le nomme parfois Anicius Olybrius Junior.
Il s'est marié avec Irène, fille de Flavius Paulus et de sa femme Magna (probable petite-fille de l'empereur Pétrone Maxime). Ils furent les parents de Proba, femme de Flavius Anicius Probus (Junior) (voir le schéma généalogique de l'article Anicius Hermogenianus Olybrius).